# Onatas de Egina

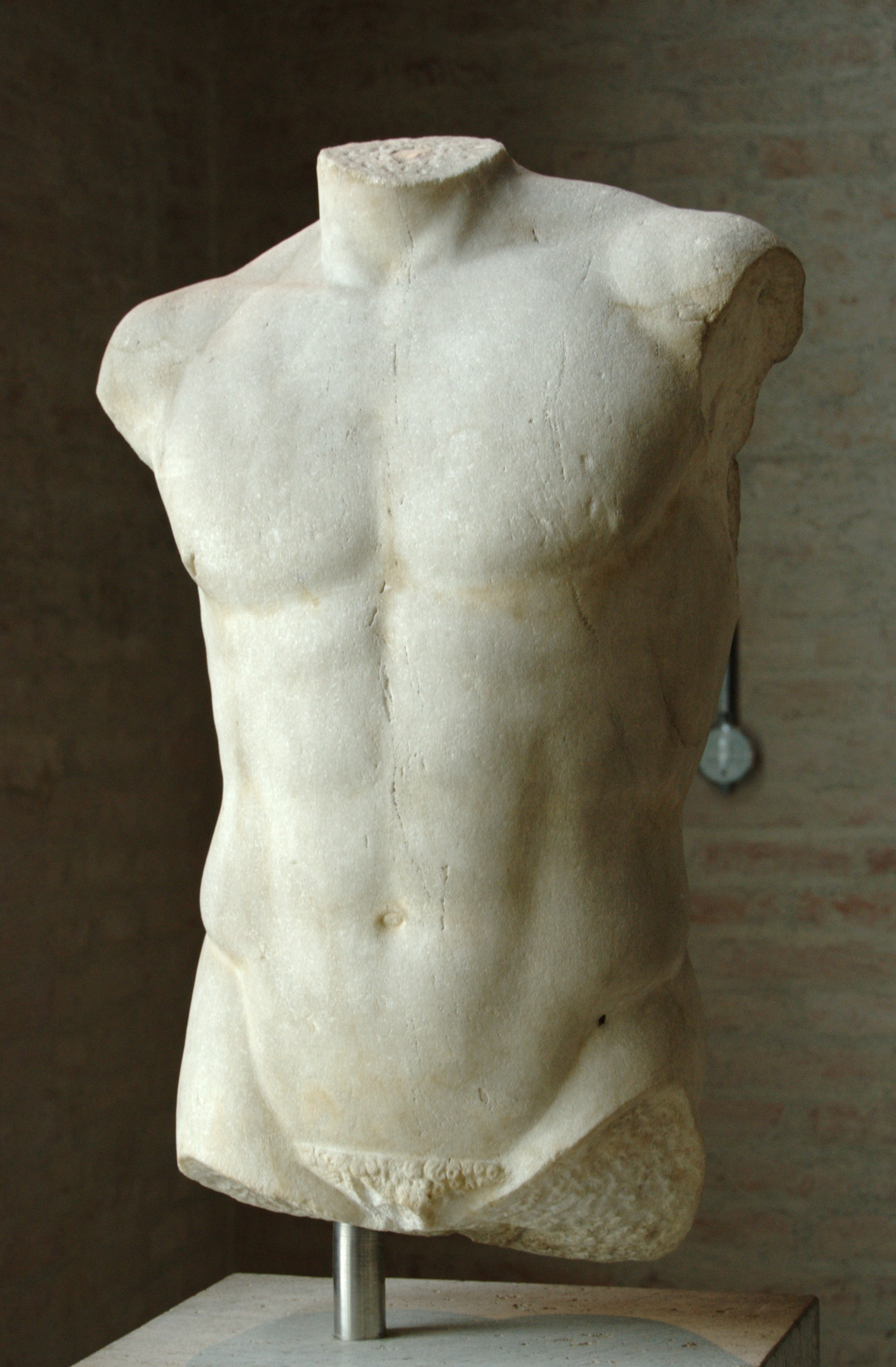
Torso de Apolo, Gliptoteca de Múnich.

Onatas de Egina (en griego antiguo Ὀνάτας) fue un escultor griego de la época de las guerras médicas, del siglo V a. C., y miembro de la floreciente escuela de Egina.
Muchos de sus trabajos son mencionados por Pausanias, como un Hermes llevando un ariete, o una extraña imagen de Deméter Negra hecha para la ciudad de Figalia. También se erigieron algunos grupos elaborados en bronce en Olimpia y Delfos.
Se sabe que Onatas ejecutó un carro votivo en bronce dedicado en Olimpia, por encargo de Hierón I de Siracusa. Si se compara las descripciones de los trabajos de Onatas, que ha dejado Pausanias, con los bien conocidos frontones de Egina conservados en Múnich, encontraremos un acuerdo tan completo, que podemos tomar con seguridad las figuras de los frontones como índice del estilo de Onatas. Principalmente se trata de atletas vigorosos, mostrando un gran conocimiento de la figura humana, pero también cierta rigidez y automatismo.